# Psalm 84

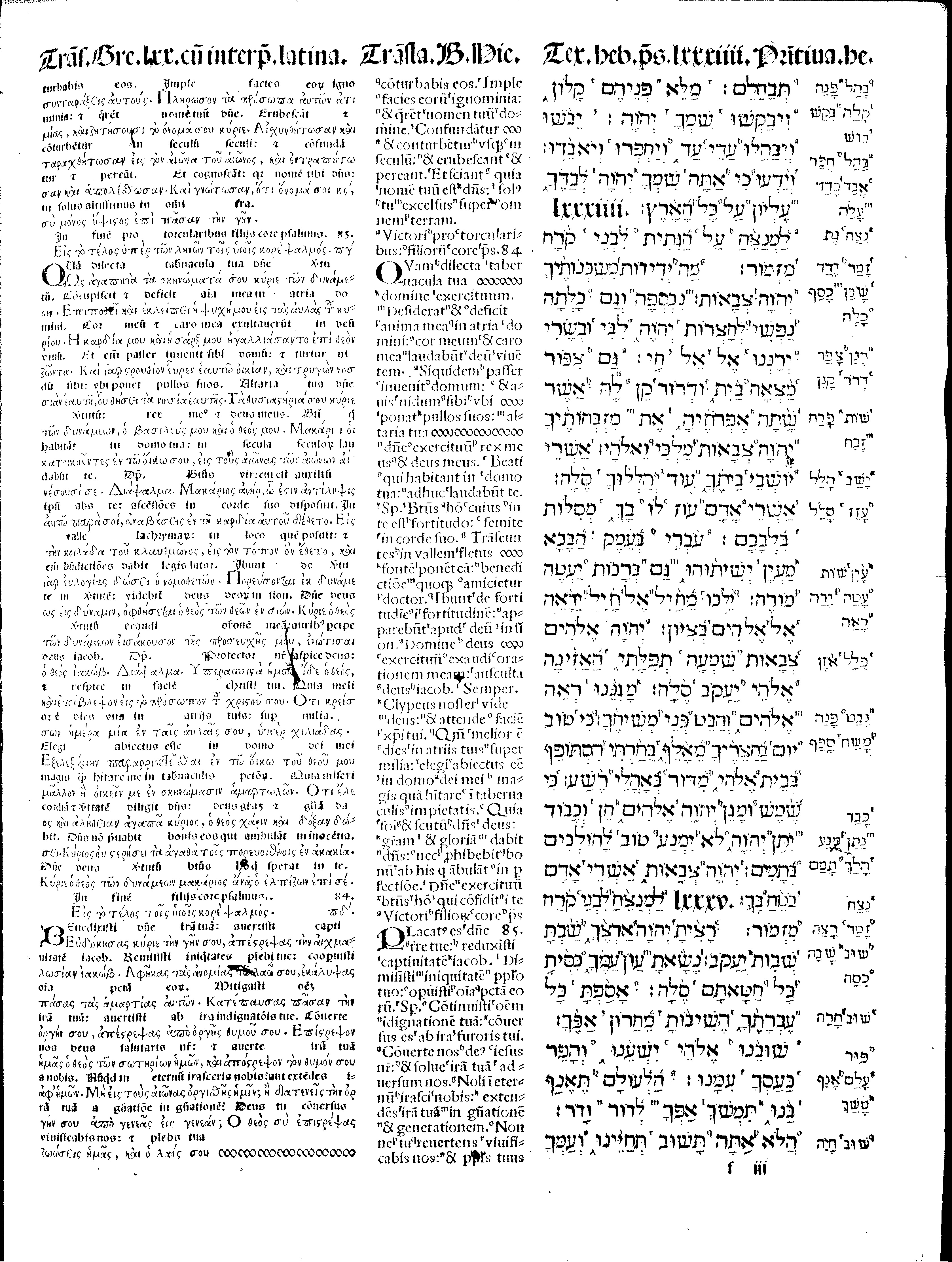
Psalm 84 w Poliglocie kompluteńskiej

Psalm 84 – jeden z utworów zgromadzonych w biblijnej Księdze Psalmów. Zaliczany do dzieł przypisywanych Synom Koracha. W numeracji Septuaginty psalm ten nosi numer 83.

## Teologia Psalmu
Utwór jest dziełem śpiewanym podczas jesiennej pielgrzymki Izraelitów do Jerozolimy – świętego miasta. Pierwsza część wyraża pragnienie oglądania Jerozolimy ze względu na bliskość Boga mieszkającego w świątyni (84, 2-8). Druga część jest modlitwą o wszelkie dary i Bożą ochronę (84, 9-13). Dzieło ukazuje pragnienie i tęsknotę psalmisty za doświadczeniem żywej obecności Bożej. Ufa, że dostąpi relacji z Najwyższym w świątyni. Czytając psalm można ulec przeświadczeniu, że tęskniący za Bożą obecnością jest pielgrzymem, szukającym oblicza Najwyższego. Przybytek jest miejscem celu wędrówki człowieka poszukującego Boga. Ludzie mieszkający daleko od świątyni mogą ubolewać i zazdrościć wszelkiemu stworzeniu mieszkającemu w jej pobliżu.

## Symbolika
- Dusza moja pragnie i tęskni do przedsionków pańskich (84,2–3). Świątynia była obszarem, na jakim przebywało dane bóstwo. Przebywając w niej człowiek mógł się spodziewać błogosławieństwa i przychylności Bożej. Psalmista w utworze wyraża głębię tęsknoty, nostalgii za czasem spędzonym w świątyni[4].
- Mieszkanie w domu pana (84, 5) było wielkim przywilejem, którego mogli dostępować tylko kapłani. W kulturze bliskowschodniej pragnienie mieszkania w świątyni wyrażali pobożni władcy i różni inni bogobojni ludzie. Sumerowie doprowadzili do tego, że stawiali swoje podobizny w świątyniach, by być blisko danego bóstwa[5].
- W utworze dwukrotnie pojawia się niejasne słowo sela, którego znaczenie nie jest dokładnie znane[6].